# Winthemia occidentis
Winthemia occidentis är en tvåvingeart som beskrevs av Henry Jonathan Reinhard 1931. Winthemia occidentis ingår i släktet Winthemia och familjen parasitflugor. Inga underarter finns listade i Catalogue of Life.